# Koudenhoek
Koudenhoek of Koude Hoek is een (voormalige) buurtschap in de Nederlandse gemeente Nijmegen. Het ligt ten noorden van de Waal, 1 kilometer ten noorden van Lent langs de Griftdijk-Noord nabij Oosterhout (Nijmegen) in de in aanbouw zijnde Waalsprong. De naam verwijst naar een komgebied dat gebruikt werd bij hoog water in de Waal.
De buurtschap viel onder de gemeente Elst voordat ze in 1998 bij Nijmegen kwam. Vanaf 1998 werd Koude Hoek aangeduid als geplande buurtnaam onder Lent Gemeente Nijmegen (Lent werd een wijk in het stadsdeel Nijmegen-Noord). In 2008 werd de buurtnaam ingetrokken en werden de geplande buurten Koude Hoek en Broodkorf samengevoegd tot Broodkorf waarvan de realisatie voor 2015 gepland staat.
Nijmegen · Lent      Buurtschap: Vossenpels (deels)

Gelderland: Steden en dorpen in Gelderland      Nederland: Provincies · Gemeenten